# Ali Mahdi Muhammad
Ali Mahdi Muhammad (somali: Cali Mahdi Maxamed)  (Jowhar, 1 de gener de 1939 - Nairobi, 10 de març de 2021) va ser un empresari i polític somali. Va exercir com a president de Somàlia del 26 de gener de 1991 al 27 d'agost de 1993. L'Acord del Caire el desembre de 1997 va designar a Ali Mahdi com a president una vegada més, càrrec que va ocupar fins que va ser succeït per Abdiqasim Salad l'any 2000.

## Biografia
Muhammad va néixer l'any 1939, a Jowhar, una ciutat agrícola a la regió sud de Shabeellaha Dhexe de Somàlia (aleshores una colònia d'Itàlia coneguda com la Somàlia Italiana). La seva família prové del clan Hawiye (Harti Abgaal Agoonyar).
Muhammad va començar la seva carrera en els negocis, treballant com a empresari independent amb seu a Mogadiscio i va entrar per primera vegada en política el 1968, competint per un escó parlamentari a Mogadiscio.
Després de les conseqüències de la campanya infructuosa d'Ogaden de finals dels anys setanta, l'administració de Siad Barre va començar a arrestar funcionaris governamentals i militars sota sospita de participació en l'avortat  d'estat de 1978. La majoria de les persones que suposadament havien ajudat a planejar el cop van ser executades sumàriament. Tanmateix, diversos funcionaris van aconseguir escapar a l'estranger i van començar a formar el primer dels diversos grups dissidents dedicats a derrocar per la força el règim de Barre.
A finals de la dècada de 1980, el règim de Barre s'havia fet molt impopular. Les autoritats es van tornar cada cop més totalitàries, i el moviment de resistència, recolzat per l'administració comunista Derg d'Etiòpia, van sorgir per tot el país. Això va conduir el 1991 a l'esclat de la guerra civil, l'enderrocament del govern de Barre i la dissolució de l'Exèrcit Nacional de Somàlia. Molts dels grups de l'oposició van començar posteriorment a competir per la influència en el buit de poder que va seguir l'eliminació del règim de Barre. Les faccions armades liderades pels comandants del Congrés de la Somàlia Unificada (CSU) Mahdi Muhammad i el general Muhammad Fara Hassan, en particular, es van enfrontar mentre cadascun intentava exercir autoritat sobre la capital.
Com un dels caps principals de la milícia dels hawiye a Mogadiscio, formada per la secció a la capital del Congrés de la Somàlia Unificada, en fugir Barre el 27 de gener de 1991 es va autoproclamar president el 28 de gener de 1991, abans de l'arribada dels caps d'altres milícies i faccions. A causa de la legitimitat conferida a Mahoma per la conferència de Djibouti, va ser posteriorment reconegut per la comunitat internacional com el nou president de Somàlia. Djibouti, Egipte, Aràbia Saudita i Itàlia van ser alguns dels països que oficialment van estendre el reconeixement a l'administració de Mahoma. No obstant això, no va poder exercir la seva autoritat més enllà de parts de la capital i, en canvi, va competir pel poder amb altres líders de faccions a la meitat sud del país i amb els autònoms. entitats subnacionals al nord. La competència per la influència i els recursos entre Muhammad i Aidid va continuar durant les missions de les Nacions Unides a Somàlia de 1992-95 (UNOSOM I, UNOSOM II i UNITAF), fins a la mort final d'Aidid el 1996.
Ali Mahdi Muhammad va morir el 10 de març de 2021, a Nairobi, Kenya, després de contreure la COVID-19 durant la pandèmia de COVID-19 a Kenya.